# Peter Bolliger
Peter Bolliger (født 18. maj 1937 i Basel, Schweiz, død 18. marts 2024) var en schweizisk roer.
Bolliger vandt en bronzemedalje i firer med styrmand ved OL 1968 i Mexico City, sammen med Denis Oswald, Hugo Waser, Jakob Grob og styrmand Gottlieb Fröhlich. Schweizerne blev nr. 3 i en finale, hvor New Zealand vandt guld, mens Østtyskland fik sølv. Han deltog også i toer uden styrmand ved OL 1964 i Tokyo.
Bolliger vandt desuden to EM-bronzemedaljer i firer med styrmand, i henholdsvis 1965 og 1969.

## OL-medaljer
- 1968:  Bronze i firer med styrmand